# Astrid 2
Astrid 2 es un microsatélite artificial sueco lanzado el 10 de diciembre de 1998 mediante un cohete Cosmos 3 desde el cosmódromo de Plesetsk, en Rusia. Estaba basado en el satélite Astrid.

## Objetivos
La misión de Astrid 2 era realizar mediciones de alta resolución de los campos magnético y eléctrico terrestres en la región auroral, hacer mediciones de la densidad de electrones de la función de distribución de electrones e iones y realizar observaciones ultravioleta de las auroras y la atmósfera.

## Características
El satélite se estabilizaba mediante rotación y se orientaba mediante un sensor solar. La energía era proporcionada por paneles solares que producían hasta 90 vatios de potencia. Las comunicaciones se llevaban a cabo a velocidades de 128 kbit/s de bajada y hasta 10 kbit/s de subida.

## Instrumentación
Astrid 2 llevaba estos instrumentos científicos:
- EMMA: experimento para medir campos magnéticos y eléctricos.
- LINDA: sonda Langmuir consistente en dos esferas de 10 mm de diámetro montadas en sendos mástiles, ambas esferas separadas una distancia de 2,9 m.
- MEDUSA: espectrómetro de iones y electrones.
- PIA: fotómetros para el estudio de las auroras y realizar estudios de absorción atmosférica